# Vannøya
Vannøya (eller Vanna) är en bergig ö i Karlsøy kommun i Troms fylke i norra Norge. Den har en yta på 227 kvadratkilometer och hade 799 invånare 2017, inklusive den mindre ön Lille-Skårøya i öster som Vannøya har vägförbindelse till.
Vannøya har en långsträckt form i nordvästlig-sydöstlig riktning och ligger ut mot öppet hav mellan öarna Helgøya och Nord-Fugløya, väster om fjorden Lyngens mynning (Fugløyfjorden). Den högsta punkten är Vanntinden i sydväst, som når 1 031 meter över havet.